# Safija Ahmad-dżan
Safija Ahmad-dżan (ur. 1941, zm. 25 września 2006 w Kandaharze) – afgańska feministka, działała szczególnie na rzecz praw kobiet w Afganistanie do nauki, pracy i samodzielności. W okresie dyktatury talibów prowadziła potajemną edukację dziewcząt. 
Głośno krytykowała talibów za ich opresyjną politykę wobec kobiet. 25 września 2006 została zastrzelona przed swoim domem w Kandaharze przez dwóch mężczyzn na motocyklu. Do jej zabójstwa przyznali się duchowni talibów. Miała to być kara za jej współpracę z rządem.
W momencie śmierci kierowała regionalnym Ministerstwem ds. Kobiet w prowincji Kandahar. Przedtem była nauczycielką i dyrektorką miejscowego liceum. Doprowadziła do powstania w Kandaharze 6 szkół, w których ponad tysiąc dziewcząt nauczyło się pisania i czytania, a także krawiectwa, kupiectwa i wypiekania chleba.